# Bagneux-la-Fosse
Bagneux-la-Fosse  ist eine französische Gemeinde mit 177 Einwohnern (Stand 1. Januar 2022) im Département Aube in der Region Grand Est. Sie gehört zum Arrondissement Troyes und zum Kanton Les Riceys.

## Nachbargemeinden
Nachbargemeinden von Bagneux-la-Fosse sind Avirey-Lingey im Norden, Balnot-sur-Laignes im Nordosten, Les Riceys im Osten, Molesme im Südosten, Bragelogne-Beauvoir und Balnot-la-Grange im Südwesten, Maisons-lès-Chaource im Westen und Pargues im Nordwesten.

## Bevölkerungsentwicklung
| Jahr      | 1962 | 1968 | 1975 | 1982 | 1990 | 1999 | 2010 | 2016 |
| Einwohner | 274  | 241  | 283  | 239  | 217  | 199  | 175  | 168  |

## Sehenswürdigkeiten
- Kirche St-Valentin, Monument historique, 16. Jahrhundert

## Persönlichkeiten
- Emmanuel André (1826–1903), römisch-katholischer Geistlicher